# Gustav Bregenzer

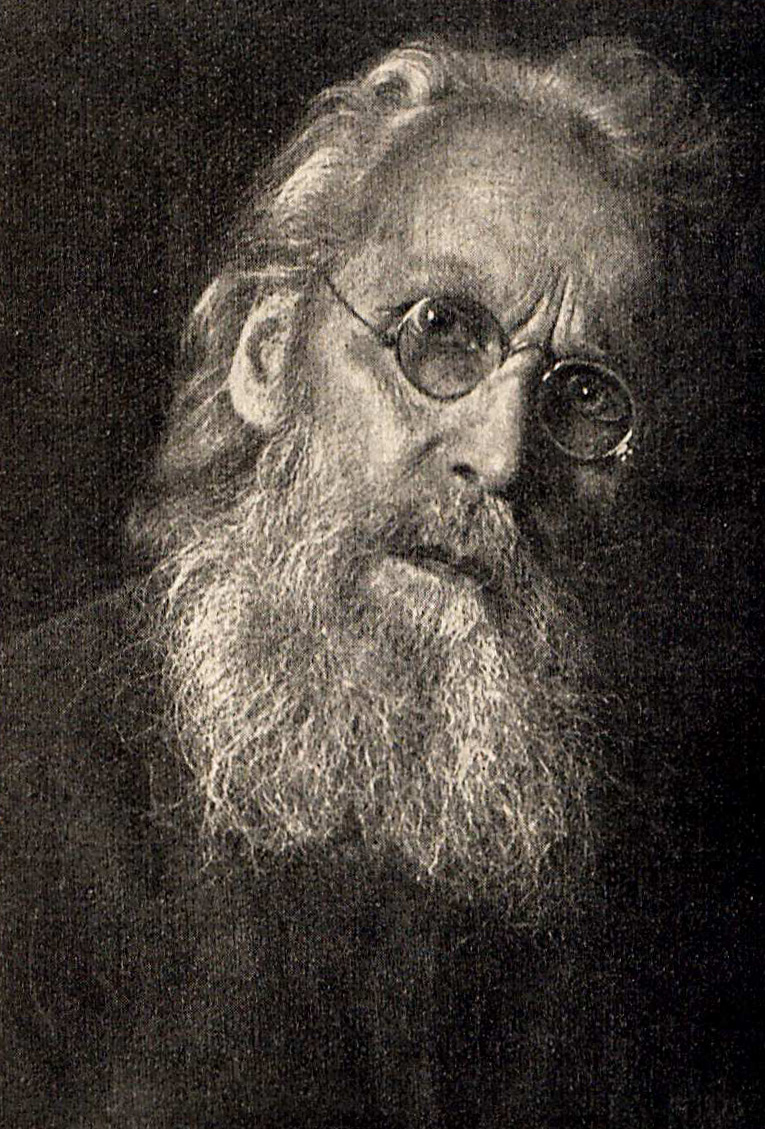
Gustav Bregenzer, Aufnahme um 1900

Gustav Bregenzer (* 16. Dezember 1850 in Sigmaringen; † 4. Januar 1919 ebenda) war ein deutscher Maler, Zeichner und Dichter.

## Leben und Werk
Als Sohn von Benedikt Bregenzer, Weissputzer und Stuckateur, und Agatha Bregenzer, geborene Jung, wuchs Gustav Bregenzer in einer Sigmaringer Handwerkerfamilie auf. Nach dem Besuch der Volksschule in Sigmaringen (1856–1864) absolvierte Gustav eine Lehre im väterlichen Stuckateurbetrieb. Offenbar ist der Vater 1867 verstorben, so dass der talentierte Junge im Alter von 17 Jahren als Waise vor einer ungewissen Zukunft stand. Wer sich in dieser Situation um ihn gekümmert hat, ist unbekannt; jedenfalls konnte Bregenzer mit einem Stipendium des Fürsten Karl Anton von Hohenzollern-Sigmaringen ein Studium an der Düsseldorfer Kunstakademie aufnehmen, das er von 1867 bis 1870 bei Andreas Müller, Carl Müller, und Wilhelm Sohn absolvierte.
Ein Jahrzehnt verbrachte Bregenzer nun in Düsseldorf als Porträtmaler. Als Schreibtisch des Ruhrgebiets profitierte Düsseldorf in der Gründerzeit vom immensen Aufschwung der Eisen- und Stahlindustrie, der der ehemaligen preußischen Provinzstadt einen neuen Geldadel mit ausgesprochenen Repräsentationsbedürfnissen bescherte. Die Düsseldorfer Kunstszene bediente diese Ansprüche zu ihrem eigenen Vorteil. Gesellschaftlich verkehrte Bregenzer vorwiegend im Kreis seiner Kollegen, die im Künstlerverein Malkasten zusammenfanden. Der von Bregenzer verehrte Andreas Achenbach gehörte dazu, der Schlachtenmaler Wilhelm Camphausen, Eugen Dücker, Nachfolger Oswald Achenbachs als Lehrer für Landschaftsmalerei an der Düsseldorfer Akademie, der Este Eduard von Gebhardt, ebenfalls Akademieprofessor, oder der Schweizer Benjamin Vautier. Die Künstlerfeste, Konzerte und Theateraufführungen im Malkasten waren berühmt. Auch Bregenzers Förderer, Fürst Karl Anton von Hohenzollern, seit 1852 Divisionskommandeur in Düsseldorf, von 1858 bis 1862 preußischer Ministerpräsident, war Ehrenmitglied in dem Künstlerverein.

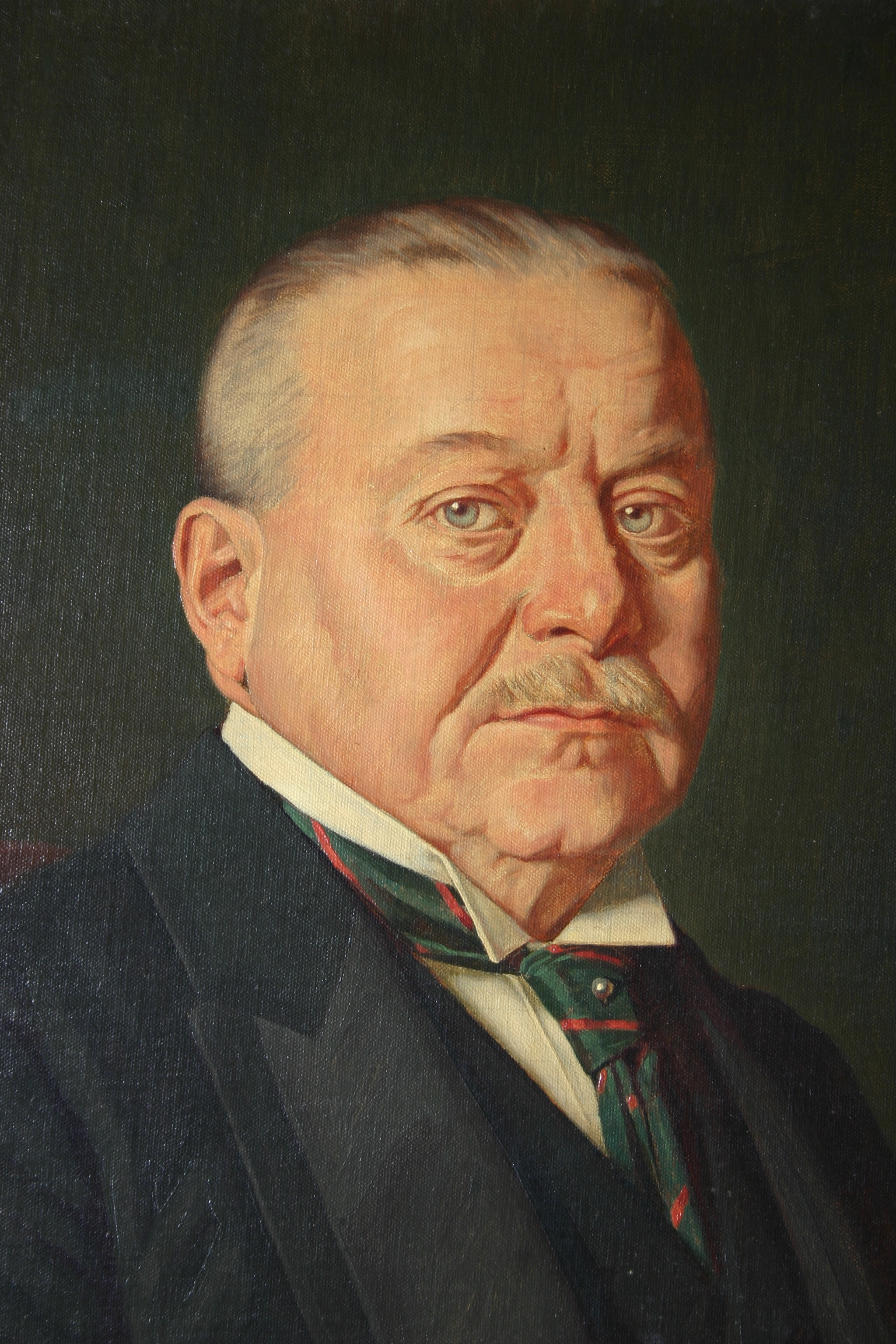
Emil Belzer, Porträtgemälde Bregenzers aus dem Jahr 1912

Das Jahr 1881 brachte eine tiefgreifende Wende im Leben Bregenzers – er musste zurück nach Sigmaringen. An die Gewährung seines Stipendiums war die Bedingung geknüpft worden, den fürstlichen Kunstinteressen später bei Bedarf dienstbar zu sein. Der Sohn Karl Antons von Hohenzollern war am 26. März 1881 als  Carol I. zum König von Rumänien proklamiert worden und Bregenzer erhielt nun den Auftrag, die wichtigsten Gemälde der fürstlichen Galerie in Sigmaringen für die Kunstsammlung von König Carol in Bukarest zu kopieren. Für die folgenden zehn Jahre war diese Aufgabe das Hauptgeschäft für Bregenzer, dem für seine Leistung 1885 der Titel eines Königlich Rumänischen Hofmalers verliehen wurde. Wiederholte Reisen nach Bukarest in dieser Zeit brachten ihm zusätzlich Porträtaufträge ein.
Zwar blieb Bregenzer von Sigmaringen aus im Kontakt mit Galeristen und Kunstvereinen in Berlin, München, Wien, Köln oder Breslau und verschickte seine Arbeiten, wo es ging, zu auswärtigen Ausstellungen, aber seiner künstlerischen Karriere waren in dem preußischen Provinzstädtchen an der Donau enge Grenzen gesetzt. Auch die Bildnisaufträge Sigmaringer Bürger legten noch bis über die Jahrhundertwende hinaus großen Wert auf den braungestimmten Atelierton der Gründerzeit, so dass Bregenzer wenig Raum blieb, um dem künstlerisch Konventionellen zu entfliehen – schließlich hatte er eine vielköpfige Familie zu ernähren.
Dabei hat Bregenzer die zeitgenössische Kunstentwicklung durchaus zur Kenntnis genommen, nicht zuletzt auf seinen Reisen 1895 nach Italien, 1902 nach Paris und in die Niederlande. Allein sein eigenes Werk konnte davon nur noch im Einzelfall profitieren, etwa in dem erstaunlichen Porträt des Mediziners Dr. Johannes Longard. Mit zunehmendem Alter allerdings hat offenbar ein melancholisch-resignativer Zug in Bregenzers Charakter die Überhand gewonnen, und der Künstler zog sich mehr und mehr in eine einsiedlerische Existenz zurück. Möglicherweise war auch Verbitterung im Spiel, die den Maler mit dem abgelegenen und verlorenen Sigmaringen, wie Fürst Karl Anton von Hohenzollern seine kleine Residenzstadt selbst einmal nannte, fern von den großen Kunstzentren wie Düsseldorf, Berlin, Wien oder München im Lauf der Jahre mehr und mehr hadern ließ. Gesundheitliche Probleme traten hinzu. 1916 führte eine Knochentuberkulose zur Amputation des linken Arms. Am Ende seines Lebens war Gustav Bregenzer ein vergessener Künstler. Die erste Einzelausstellung seiner Werke wurde anlässlich seines 150. Geburtstags in seiner Heimatstadt veranstaltet.
Bregenzer hatte 1876 in Düsseldorf Maria, geb. Back (1849–1923), aus Hochasten bei Imst/Tirol geheiratet. Zehn Kinder wurden dem Ehepaar geboren, darunter der Missionar Karl Bregenzer (1894–1931). Der Maler Albert Birkle war ein Enkel Bregenzers.

## Porträtierte Personen
- Emil Belzer
- Fridolin Eisele

## Schriften
- Malerische Hirngespinste. Gedichte. Sigmaringen 1885
- Andreas Achenbach zum 90. Geburtstag. In: Hohenzollerische Volkszeitung vom 29. September 1905
- Etwas über Zeichnen. In: Hohenzollerische Volkszeitung vom 18. Juli 1912